# La caduta degli dei
La caduta degli dei è un film del 1969 diretto da Luchino Visconti. Primo capitolo della "trilogia tedesca", che continua con Morte a Venezia (1971) e Ludwig (1973), è un film ispirato alla tragedia di Shakespeare Macbeth e alla famiglia Krupp.

## Trama
Germania, 1933, la sera del 27 febbraio, nei pressi di Oberhausen si riunisce la famiglia von Essenbeck per festeggiare il compleanno del Barone Joachim, un industriale dell'acciaio che è riuscito negli anni a mantenere il controllo delle sue aziende attraverso un "equilibrio" politico e sociale, mantenendo buoni rapporti con le istituzioni durante tutte le vicende che si sono succedute nella Germania pre e post bellica. Alla cena è presente anche Aschenbach, un lontano cugino degli Essenbeck, arrivato in compagnia di Friedrich Bruckmann, dirigente delle acciaierie e amante di Sophie, vedova dell'unico figlio del Barone, morto durante la prima guerra mondiale, e madre di Martin. Durante lo spettacolo che precede la cena, in cui il nipote Martin si esibisce travestito da donna dissacrando la solennità dell'evento e suscitando l'imbarazzo dei presenti, arriva improvvisamente la notizia dell'incendio del Reichstag.
Questo evento accelera l'intenzione del Barone di rimuovere dalla vicepresidenza delle acciaierie il marito della nipote Elisabeth, Herbert Thallman, conferendo l'incarico all'altro nipote, Konstantin, un influente membro delle SA, molto legato ad Ernst Röhm e quindi vicino a Hitler, ritenendo che questo cambiamento possa positivamente influire sull'attività delle aziende. Herbert, aperto oppositore del nazismo, abbandona furente la sala con l'intenzione di lasciare la Germania prima che gli eventi precipitino sia per lui che per il Paese, non prima però di avere criticato aspramente la decisione del Barone di consegnarsi morbidamente nelle mani del regime. Aschenbach, che è un ufficiale delle SS e un importante personaggio in seno alla Gestapo, intuendo la natura ambiziosa di Friedrich, unita al suo legame sentimentale con Sophie, lo induce a uccidere il Barone con l'intento di far ricadere la colpa su Herbert.
L'omicidio del presidente delle acciaierie serve in realtà a fare sì che Martin, il maggiore azionista della società in quanto unico discendente diretto del Barone, ma totalmente succube della madre, investa Friedrich della presidenza, ruolo che, in virtù della fresca nomina, spetterebbe invece a Konstantin. Quest'ultimo intuisce il complotto e ne ha la conferma alla prima riunione presieduta da Friedrich, in cui gli ufficiali dello Stato Maggiore generale tedesco fanno chiaramente intendere di non volere dividere i loro compiti istituzionali con le SA e che le armi pesanti che usciranno dalle fabbriche in nessun modo dovranno arrivare alle camicie brune di Röhm; questo per non aumentarne la potenzialità e la forza, cosa che anche Hitler ha nel frattempo cominciato a temere, deviando decisamente in direzione dell'esercito i suoi favori.
Mentre gli avvenimenti sembrano prendere una piega decisamente favorevole a Friedrich e al nazismo, accade un fatto imprevisto: Martin, in possesso di una personalità deviata e incline alla pedofilia, si reca spesso a casa di Olga, una prostituta che è solito frequentare. Un giorno, mentre l'attende aggirandosi per il palazzo, incontra una bambina. Sempre più affascinato dalla piccola, le porta alcuni regali e cerca di catturare la sua attenzione. Una volta riuscito a farlo, la violenta, provocandone successivamente il suicidio, ma lasciando però il suo portasigarette nell'appartamento, che viene rinvenuto da un commissario della polizia, il quale informa del ritrovamento Konstantin.
Konstantin, grazie alle sue amicizie, riesce a mettere a tacere l'accaduto, ma al contempo entra in possesso di un'arma da usare contro Martin, che costringe a convocare una riunione straordinaria del consiglio di amministrazione dell'azienda, in cui si annuncia il passaggio di poteri da Friedrich a lui. Sophie scopre l'accaduto e convince Friedrich a eseguire il "suggerimento" di Aschenbach, ossia eliminare, dopo il Barone, anche Konstantin; egli inizialmente rifiuta, cominciando a intuire la sudditanza che in questo modo assumerà nei confronti del dirigente nazista, ma infine accetta, confidando ingenuamente che in ogni caso la sua posizione di industriale, di fondamentale importanza per il futuro sforzo bellico, e il suo matrimonio con Sophie lo metteranno al riparo da possibili complicazioni.
Da questo momento gli eventi precipitano: Elisabeth e le sue due piccole figlie vengono deportate a Dachau con l'intento di fare tornare in Germania il marito Herbert, fuggito all'estero dopo l'assassinio del Barone e ricercato dalla Gestapo, mentre Friedrich uccide Konstantin nella notte dei lunghi coltelli presso l'hotel Hanslbauer di Bad Wiessee. Infine Aschenbach persuade Martin, sfruttando il suo odio per la madre e garantendogli l'impunità per il suo delitto, a mettersi contro di lei. Nella cena in cui Friedrich annuncia i suoi pieni poteri (e in cui riappare Herbert, tornato dopo la morte di Elisabeth per far sì che, in cambio della sua prigionia, le figlie ancora detenute a Dachau venissero liberate), Martin rivela a Günther, figlio di Konstantin, che Friedrich è l'assassino del padre. Sophie cerca disperatamente di convincere Martin a non mettersi nelle mani di Aschenbach, ma egli non la ascolta, e addirittura la stupra in segno di potere e di estremo sfregio per quanto, a suo pensare, la madre gli ha fatto subire da sempre.
Dopo l'accaduto Sophie cade in una lenta catatonia, mentre Friedrich prende finalmente coscienza del fatto che non riuscirà ad avere quel potere che tanto aveva agognato, rimettendo a Martin, divenuto ormai un funzionario delle SS, il decreto che lo nominava membro ufficiale della famiglia von Essenbeck. I due ambiziosi amanti termineranno tragicamente la loro esistenza, indotti al suicidio da Martin dopo un grottesco quanto inutile matrimonio; Martin adesso è solo, nessuno è più in grado di opporsi a lui e, in divisa da SS, saluta i due cadaveri alla maniera nazista, consegnando di fatto le acciaierie (e la forza dell'industria pesante tedesca) a Hitler.

## Produzione

### Cast
- Friedrich Bruckmann (Dirk Bogarde): dirigente delle acciaierie Essenbeck, asservito al nazismo, si ritiene erroneamente al di sopra di esso in forza del suo nuovo ruolo di presidente; la sua breve carriera terminerà con la morte, comprendendo troppo tardi la portata del potere del quale si era servito.
- Sophie von Essenbeck (Ingrid Thulin): vedova del defunto figlio del barone Von Essenbeck ed amante di Friedrich, al pari di questi si illuderà di poter anteporre il proprio potere contrattuale a quello politico.
- Martin von Essenbeck (Helmut Berger): figlio di Sophie, giovane indolente, indifferente a qualunque forma di responsabilità e sessualmente deviato; sarà l'unico della famiglia a sopravvivere alla sua epurazione, assumendo la presidenza dell'azienda, ma lasciandone la gestione al partito.
- Konstantin von Essenbeck (Reinhard Kolldehoff): escluso dalla scalata alla presidenza dal complotto ordito da Friedrich e Sophie, la sua ostinazione nell'appropriarsi delle armi prodotte dall'azienda porteranno alla sua morte per mano di Friedrich.
- Aschenbach (Helmut Griem): lontano cugino degli Essenbeck, è l'autentico orchestratore delle trame che portano l'imprenditoria tedesca dapprima ad appoggiare il nazismo e successivamente a sottomettervisi.
- Herbert Thallmann (Umberto Orsini): contrario al nuovo regime, tenterà di opporvisi ma, constatata l'impossibilità di riuscire, abbandonerà la Germania, facendovi ritorno per salvare le figlie dal campo di concentramento.
- Joachim von Essenbeck (Albrecht Schönhals): l'incarnazione della nobiltà tedesca che, pur guardando con sufficienza al partito ed al nuovo cancelliere, consentirà l'ingresso nei quadri dirigenziali ad uomini graditi al regime, non comprendendo la reale portata della nuova situazione creatasi in Germania.

### Riprese
Le riprese del film, vietato ai minori di 18 anni, si svolsero dal 1º luglio al 1º settembre 1968 in Austria (Attersee am Attersee e Unterach am Attersee), nella Germania dell'Ovest (Düsseldorf, Essen e Renania Settentrionale-Vestfalia) e in Italia (Cinecittà e Terni).

### Apprezzamenti
Nel suo spettacolo al cospetto della famiglia, Martin propone la performance di Marlene Dietrich ne L'angelo azzurro di Josef von Sternberg. L'attrice tedesca si complimentò con Helmut Berger, mandandogli un biglietto dove era scritto "sei stato persino più bravo di me!".

## Distribuzione
La prima del film si svolse a Roma il 14 ottobre 1969, e la pellicola venne in seguito distribuita nelle sale del territorio nazionale il 16 ottobre dello stesso anno.

## Riconoscimenti
- 1970 - Premio Oscar
  - Candidatura Migliore sceneggiatura originale a Nicola Badalucco, Enrico Medioli e Luchino Visconti
- 1970 - Nastri d'argento
  - Regista del miglior film a Luchino Visconti
  - Miglior attore non protagonista a Umberto Orsini
  - Candidatura Miglior soggetto originale a Enrico Medioli, Nicola Badalucco e Luchino Visconti
  - Candidatura Miglior sceneggiatura a Enrico Medioli, Nicola Badalucco e Luchino Visconti
  - Candidatura Migliore fotografia a colori a Armando Nannuzzi e Pasqualino De Santis
  - Candidatura Migliore scenografia a Vincenzo Del Prato
  - Candidatura Migliori costumi a Piero Tosi